# تايلور روجرز
تايلور روجرز (بالإنجليزية: Taylor Rogers) هو لاعب محترف لكرة القاعدة ‏ أمريكي، ولد في 17 ديسمبر 1990 في ليتلتون في الولايات المتحدة.

## وصلات خارجية
- تايلور روجرز على موقع دوري كرة القاعدة الرئيسي (الإنجليزية)
- تايلور روجرز على موقعبيزبول رفرنس.كوم (الدوري الرئيسي) (الإنجليزية)
- تايلور روجرز على موقعبيزبول رفرنس.كوم (الدوري الثانوي) (الإنجليزية)
- تايلور روجرز على موقع إي إس بي إن.كوم (أم.أل.بي) (الإنجليزية)
- تايلور روجرز على موقع مشجعي الرسوم البيانية (الإنجليزية)